# Zalan FC
El Zalan FC es un equipo de fútbol de Sudán del Sur que juega en la Liga Premier de Sudán del Sur, la primera división nacional.

## Historia
Fue fundado en el año 1998 en la ciudad de Rumbek, pero fue hasta 2015 que participa por primera vez en la Liga Premier de Sudán del Sur.
Su primera participación a nivel internacional se da en la Liga de Campeones de la CAF 2022-23 donde es eliminado en la ronda preliminar por el Young Africans SC de Tanzania.

## Palmarés
- Copa de la Liga de Sudán del Sur: 1

2018
- Liga Regional de Lakes: 2

2017, 2018

## Participación en competiciones de la CAF
| Temporada | Torneo                      | Ronda      | Club              | Casa | Visita | Global |
| --------- | --------------------------- | ---------- | ----------------- | ---- | ------ | ------ |
| 2022/23   | Liga de Campeones de la CAF | Preliminar | Young Africans SC | 0-4  | 0-5    | 0-9    |